# Arxipèlag de Lamu
Lamu és un arxipèlag a la costa de l'oceà Índic a Kenya. L'illa més al sud és l'illa de Lamu i la més al nord Kiunga, ja prop de la frontera amb Somàlia. La més coneguda després de Lamu, és Pate. Les més grans són Pate, Manda (amb aeroport) i Lamu. A Kiwayu hi ha la Kiunga Marine National Reserve.
L'arxipèlag forma part del districte de Lamu. La principal ciutat és Lamu, capital de l'illa del mateix nom, de l'arxipèlag i del districte administratiu. La ciutat està declarada Patrimoni de la Humanitat (World Heritage Site).
Llocs destacats per la seva importància històrica són: Takwa i Manda (a l'illa de Manda), Shanga(a Pate), i Shela (a Lamu). Una expedició xinesa dirigida per l'almirall Zheng He va visitar aquestes illes vers el 1415.